# 56 Camelopardalis
56 Camelopardalis är en vit stjärna i huvudserien i stjärnbilden Stora björnen. Trots sin Flamsteed-beteckning tillhör den inte Giraffens stjärnbild. Den ligger på gränsen mellan stjärnbilderna och fick byta tillhörighet vid översynen av gränser mellan stjärnbilderna år 1930 och benämns sedan bytet av stjärnbild ofta HD 68457.
Stjärnan har visuell magnitud +6,48 och är inte synlig för blotta ögat utom vid mycket god seeing. Den ligger på ett avstånd av ungefär 500 ljusår.